# Lapsus
Ein Lapsus (der, lateinisch für „Ausrutscher“, Plural: lapsūs mit langem u) ist ein (oft geringfügiger) unwillkürlicher Fehler.
Man unterscheidet:
- den Lapsus Calami (zu lateinisch calamus ‚Schreibrohr‘) – ein Schreibfehler. Es gibt auch die Varianten Lapsus manus (zu lat. manus ‚Hand‘) und Lapsus clavis (zu lat. clavis ‚Schlüssel‘) – gemeint ist mit letzterem ein Tippfehler auf einer Tastatur.[1][2]

- den Lapsus Linguae (zu lateinisch lingua ‚Zunge‘, ‚Sprache‘) – ein Sichversprechen, ein Sprechfehler oder Versprecher. Der Lapsus linguae wird oft gleichgesetzt mit dem Freudschen Versprecher.
- den Lapsus Memoriae (zu lateinisch memoria ‚Gedächtnis‘) – ein Gedächtnis- bzw. Erinnerungsfehler.

Sinnverwandte Wörter sind Ausrutscher, Fauxpas, Fehler, Fehlgriff, Fehlleistung, Fehlschluss, Inkorrektheit, Irrtum, Missgriff, Schnitzer, Unrichtigkeit, Unstimmigkeit, Verrechnung, Versehen, Versprecher.